# Anomi
 Denne artikel omhandler det sociologiske begreb "anomi". For den danske film, se Anomi (film).
Inden for sociologien benyttes begrebet anomi til at beskrive samfundstilstande, hvor etablerede moralske værdier mister deres betydning.:97  Det menes, at anomi formentlig finder sted, når der er konflikt mellem værdisystemer:146  og forårsager fremmedgørelse, da mennesker i anomiske samfund har højere sandsynlighed for at føle sig frakoblet det større fællesskab. På den måde kan anomi være skyld i, at mennesker kan have svært ved at integrere i normative situationer og således have svært ved at finde arbejde eller have svært ved at etablere sunde forhold til andre mennesker.
Begrebet - typisk forstået synonymt med begrebet "normløshed" - menes at være udbredt af den franske sociolog Émile Durkheim i sin betydningsfulde bog Selvmordet fra 1897. Durkheim argumenterede for, at protestanter i højere grad en katolikker oplever anomi. Émile Durkheim anvendte imidlertid begrebet allerede i 1893 med doktordisputatsen Om den sociale arbejdsdeling. Han brugte aldrig begrebet "normløshed";:60  han afgrænsede imidlertid anomi som "afsporrethed" og "en umættelig vilje." Durkheim benyttede termen "uendelighedssyge" fordi ubegrænset begær kan aldrig blive opfyldt; det bliver kun mere intenst.:19 
Émile Durkheim mente, at anomi kommer af et mere generelt mismatch mellem personlige eller gruppebårede værdier og bredere samfundsmæssige værdier; eller fra manglen på social etik, der forårsager moralsk deregulering og et fravær af legitim aspiration.